# Nobita Nobi
(Solito urlo di Nobita quando è nei guai e ha bisogno dell'aiuto di Doraemon)
Nobita Nobi (野比 のび太?, Nobi Nobita) è un personaggio del manga e anime Doraemon. È il protagonista della serie. Nella prima edizione italiana viene chiamato Guglielmo "Guglia" Guglielminetti.

## Biografia del personaggio

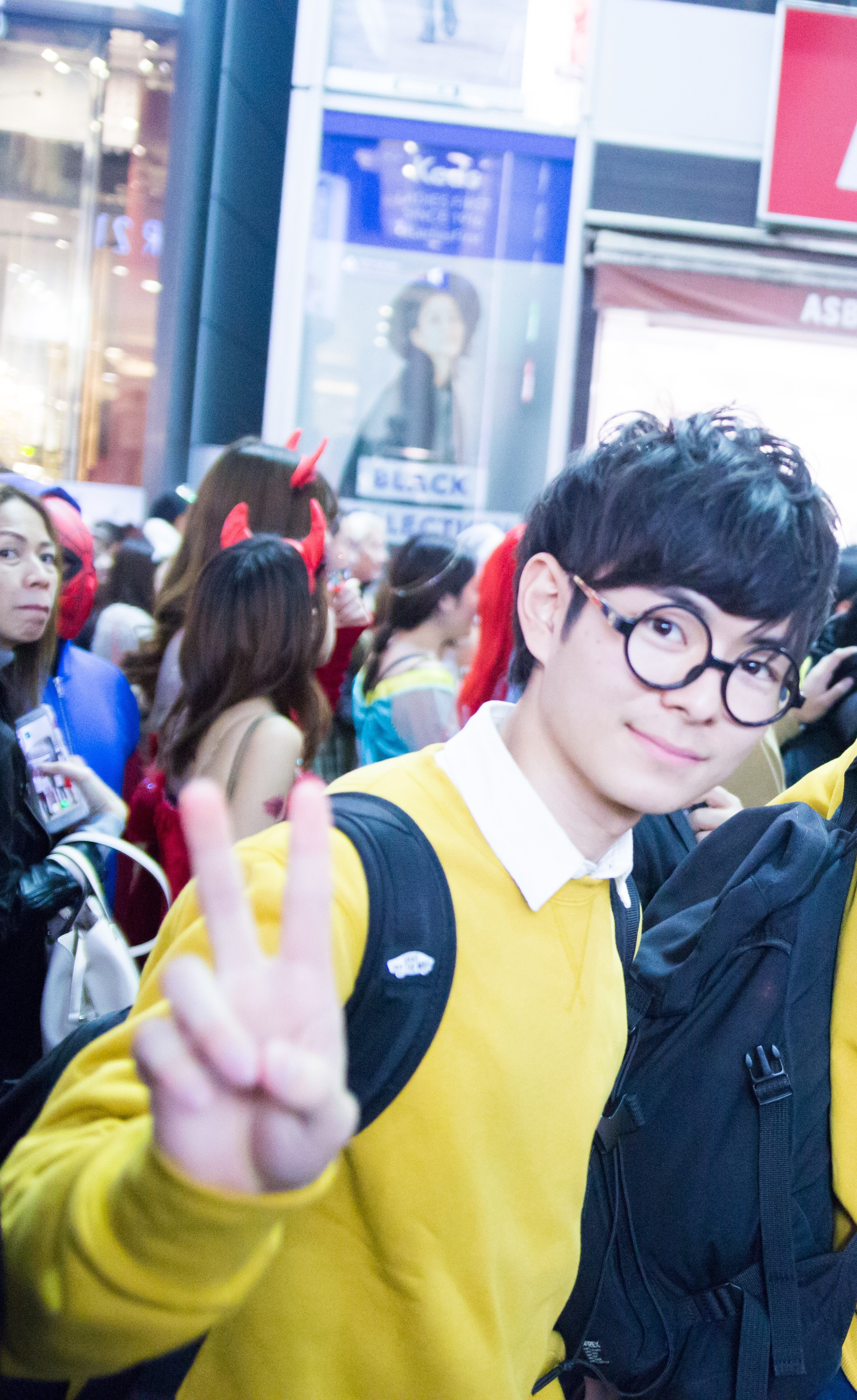
Cosplayer di Nobita.

Nobita è il solo figlio di Nobisuke Nobi e Tamako Kataoka, che frequenta la quinta elementare. È un bambino di 10 anni molto pigro, immaturo, pauroso, distratto, pasticcione, piagnucoloso, imbranato, permaloso, egocentrico ed irresponsabile. Combina un sacco di guai: passa il tempo leggere fumetti e a schiacciare pisolini, entra in ritardo a scuola tutte le mattine e fa raramente i compiti. A volte si addormenta in classe durante le lezioni e nelle verifiche, nei test e nei compiti in classe prende sempre zero. Non è abile nemmeno negli sport e la sfortuna lo porta spesso ad essere goffo e impacciato.
È molto ingenuo, visto che crede a tutte le bugie che gli dicono e non sembra rendersi conto degli scherzi di cattivo gusto che gli giocano. A causa di ciò tende a lamentarsi di tutto, sottolineando la sua sfortuna con la sua classica frase:"Uffa! Ma perché capitano sempre tutte a me?". L'unica cosa che gli riesce bene è il "ripiglino", un gioco con gli elastici che intreccia fino a creare delle figure complicate (passione che ha ereditato da sua nonna). Questa sua abilità viene però sminuita dai suoi amici, poiché il ripiglino viene considerato un gioco per i bambini piccoli. Altra abilità di Nobita è un'ottima mira nel tiro a segno.Inoltre, è incapace di nuotare, anche se Doraemon lo aiuta spesso con i suoi gadget in questa difficoltà.
La sua migliore amica (e interesse amoroso) è Shizuka Minamoto, una bambina dolce e studiosa che lo conforta sempre nei momenti tristi. Spesso Nobita è costretto a sottostare agli ordini di Gian e Suneo Honekawa, i due bulli del quartiere, e ciò lo ha talvolta portato a essere invidioso dello stesso Suneo e di Dekisugi Hidetoshi, il ragazzo più sveglio ed intelligente della scuola. Nobita è solito affidarsi agli altri (soprattutto Doraemon) per risolvere i propri problemi (altre sue frasi tipiche sono "Ti prego Doraemon, fa' qualcosa!" o "Aiutami Doraemon!") e arrendersi facilmente, senza impegnarsi in alcuna attività; in alcune occasioni, tuttavia, riesce comunque a porsi degli obiettivi e dei buoni propositi.
A causa del suo comportamento svogliato, Nobita viene continuamente rimproverato dai genitori e dal maestro, che sono costretti a trattarlo in modo molto severo e brusco, con scarsi risultati. Il suo agire lo avrebbe inoltre portato in futuro a non essere ammesso all'università, a fondare un'azienda di fuochi d'artificio che non  avrebbe prodotto nient'altro che debiti e a non sposare il suo amore, Shizuka, bensì la sorella di Gian, Jaiko.
Più avanti, Nobita instaura una profonda amicizia con Doraemon, che considera il suo più grande amico. Grazie all'uso dei chiusky, riesce infatti spesso a risolvere situazioni complicate, malgrado talvolta ne abusi. Nonostante sia piuttosto pessimista e tenda a non preoccuparsi delle conseguenze delle sue azioni, Nobita è però anche molto sensibile, altruista e di buon cuore. Cerca di fare sempre del bene al prossimo, non sopporta la violenza e la disonestà, il che fa di lui il ragazzo più emotivo del gruppo.
In alcuni episodi Nobita e Doraemon verrano a sapere, grazie alla macchina del tempo di molte cose sulla infanzia di Nobita, come il suo rapporto con gli amici o le aspettative che i genitori avevano su di lui. Da piccolo veniva "viziato" troppo dai genitori, che lo accontentavo sempre, facendogli credere che tutto gli sia dovuto. In particolare Nobita era molto legato alla nonna (anche se si dimostrava capriccioso a volte con lei), ma grazie alla macchina del tempo di Doraemon, riesce diverse volte a vederla e a ricostruire un rapporto con lei.
Grazie all'aiuto di Doraemon, Nobita riesce alla fine a cambiare il suo futuro e a sposare Shizuka, con la quale avrà un figlio di nome Nobisuke.